# Callichthyini
Callichthyini es una tribu de peces siluriformes de agua dulce, la que junto a Hoplosternini conforman la subfamilia Callichthyinae. Los 3 géneros que incluye Callichthyini se distribuyen en aguas templadas, templado-cálidas y cálidas del norte, centro y centro-sur de Sudamérica. Sus integrantes son denominados comúnmente cascarudos, peloncitos, etc.

## Taxonomía

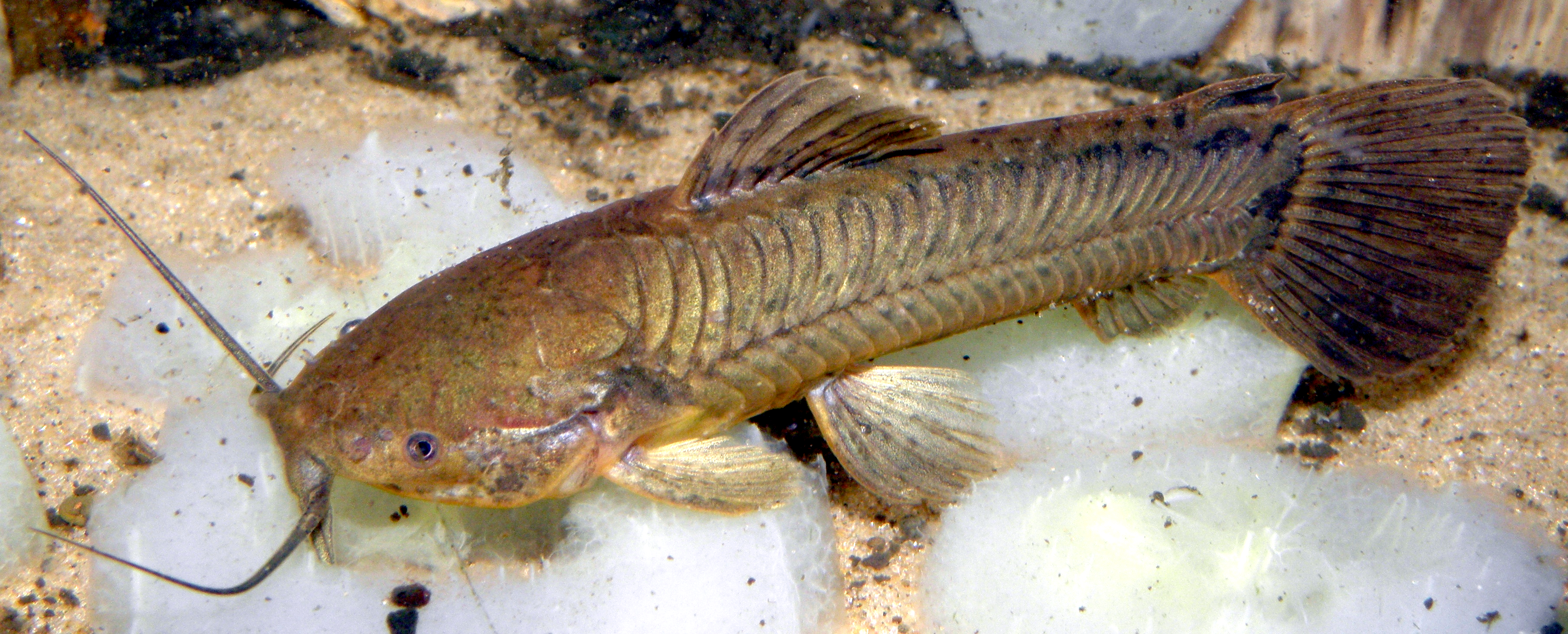
Callichthys callichthys.

Este taxón fue descrito originalmente en el año 1838 por Charles Lucien Bonaparte. El género tipo es Callichthys Scopoli, 1777.

### Relaciones filogenéticas y subdivisión
En el año 1940, Gosline fue el primero en sugerir que Callichthyidae estaba formado por 3 grupos filogenéticos. En 1952, Hoedeman fue el primero en categorizar como subfamilia a Callichthyinae, corroborada su monofilia en 1998 por Reis, y en 2004, por Shimabukuru-Dias, en todos los casos, sin segmentarla en tribus.
En 2013, en su tesis, Vera-Alcaraz estudió toda la familia Callichthyidae abordando de manera total la evidencia disponible mediante análisis filogenéticos, empleando metodología cladística, lo que permitió corroborar mayormente las monofilias presentadas por anteriores especialistas, conciliando las diferencias con algunas propuestas de reordenamientos taxonómicos. Refrendó el tratamiento subfamiliar para Callichthyinae, y dado que encontró que esta está formada por 2 clados monofiléticos, los categorizó como sendas tribus: Hoplosternini y Callichthyini. 
Dentro de Callichthyini, el clado compuesto por Callichthys, es hermano del que integran Lepthoplosternum y Megalechis. De esta manera, la tribu Callichthyini contienen un total de 3 géneros:
- Callichthys Scopoli, 1777
- Lepthoplosternum Reis, 1997
- Megalechis Reis, 1997

## Distribución y hábitat
Esta tribu se distribuye en el norte, centro y centro-sur de América del Sur, en todos los países del subcontinente (excluyendo Chile), con especies en Guyana, Guayana Francesa, Surinam, Venezuela, Colombia, Ecuador, Perú, Bolivia, Brasil, Paraguay, Uruguay hasta la Argentina.
Está presente en todas las grandes cuencas hidrográficas sudamericanas con pendiente del Atlántico: del Amazonas, del Orinoco, del Tocantins, del São Francisco y del Plata; también en la cuenca del río Magdalena del mar Caribe, y en drenajes atlánticos de las Guayanas y del este del Brasil, alcanzando por el sur la cuenca de la laguna de los Patos-Merín, en el este del Uruguay.